# Agrotis subrubra
Agrotis subrubra är en fjärilsart som beskrevs av Franz Dannehl 1929. Agrotis subrubra ingår i släktet Agrotis och familjen nattflyn. Inga underarter finns listade i Catalogue of Life.